# Мурзин, Айдар Хамзович
Айдар Хамзович Мурзин (каз. Айдар Хамзаұлы Мурзин; род. 2 сентября 1941) — советский и казахстанский политический и государственный деятель, первый аким города Кокшетау в 1992—1996 годах.

## Биография
Родился 2 сентября 1941 года в Зерендинском районе Акмолинской области Казахской ССР.
Родной брат его отца — Мурзин Мухтар Бабакаевич был репрессирован и провел многие годы в Алматинском и Воронежском лагерях, был расстрелян в Чимкенте 30 декабря 1937 года. И только в 1957 году был реабилитирован.
Трудовую деятельность Айдар Хамзович начал в 1959 году рабочим в селе Зеренда. Затем окончил в 1967 году Казахский химико-технологический институт. 
В 1962—1976 годах работал в Кокчетаве на хлебозаводе, став главным инженером, а затем директором хлебозавода.
C февраля 1985 по март 1987 года был председателем Кокчетавского горисполкома, а с 1987 по 1990 год — первым секретарём городского комитета партии.
С 1990 по 1992 год — председатель Щучинского городского совета (город Щучинск). 
В 1992—1996 годах — аким города Кокшетау; с 1996 по 1997 год был заместителем акима Кокшетауской области (область упразднена в 1997 году).
Находясь на пенсии, занимается общественной деятельностью: был участником проекта «Кокшетау за годы независимости: в фотографиях, в воспоминаниях, в документах» в Музее истории города Кокшетау; стал одним из организаторов турнира по греко-римской борьбе, посвященного памяти Героя Социалистического Труда Е. Н. Ауельбекова. Некоторое время Муртазин был президентом Федерации триатлона Республики Казахстан.
Был награждён медалями Республики Казахстан. Почетный гражданин города Кокшетау.